# VHS-Rip
VHS-Rip bezeichnet die Umwandlung eines VHS-Films in ein digitales Format. Dieser Vorgang wird allgemein als Rippen bezeichnet. Dabei wird das ausgegebene analoge Video- und Audio-Signal „abgefangen“ und digital umgewandelt. Dieser Vorgang ist oftmals mit Qualitätsverlusten verbunden.
Gründe dafür finden sich zunächst im Ausgangsmaterial:
- VHS speichert nur Halbbilder in einer Schrägspur
- Synchronisation der 2 Videoköpfe zur Darstellung eines Vollbildes aus zwei Halbbildern
- PAL/NTSC-Format
- Abnutzung und „zeitlicher Verfall“ des Videobandes
- maximal ein High-Fidelity-Sound möglich
- Kopierschutzmechanismen bei kommerziellen Filmen

Hinzu kommen Fehler, die durch die verwendete Technik entstehen.
Dies führt insgesamt zu folgenden Störungen in der umgewandelten Version:
- geringe horizontale Auflösung
- Streifen im Bild
- seltene Aussetzer von Bild und Ton
- schlechte Tonqualität

## Rechtliche Grundlage
Kommerzielle Filme fallen unabhängig vom Trägerformat unter das Urheberschutzgesetz und dürfen nur unter bestimmten Voraussetzungen kopiert werden, zum Beispiel als Privatkopie gemäß § 53 Absatz 1 Satz 1 UrhG.